# Zignisis lornae
Zignisis lornae is een zachte koraalsoort uit de familie Isididae. De koraalsoort komt uit het geslacht Zignisis. Zignisis lornae werd in 1998 voor het eerst wetenschappelijk beschreven door Alderslade. 